# غرق آر إم إس لوسيتانيا

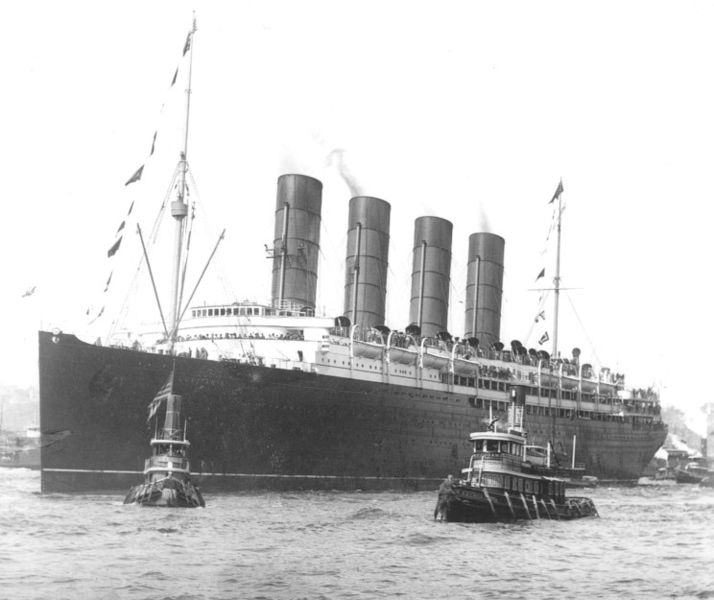
لوسيتانيا عام 1907

حدث غرق السفينة البحرية آر إم إس لوسيتانيا (بالإنجليزية: RMS Lusitania)‏ التابعة لشركة كونارد لاين يوم الجمعة، 7 مايو 1915 أثناء الحرب العالمية الأولى، حيث شنت ألمانيا حرب غواصات ضد المملكة المتحدة التي نفذّت حصارًا بحريًا على ألمانيا. تم التعرف على السفينة ونسفها بواسطة الغواصة الألمانية يو-بوت يو-20 واستغرق إغراقها 18 دقيقة، متخذة منحنى خطر اعلى ميمنها. سقطت السفينة على بعد 11 ميلاً (18 كم) قبالة أولد هيد أوف كنسيل (بالإنجليزية: Old Head of Kinsale)، في أيرلندا، مما أسفر عن مقتل 1,198 وترك 761 ناجٍ. قلب حادث الغرق الرأي العام في العديد من البلدان ضد ألمانيا، وساهم في دخول الولايات المتحدة الحرب العالمية الأولى وأصبح رمزًا مميزًا في حملات التجنيد العسكرية وسبباً بقيام الحرب.
وقعت لوسيتينيا ضحية لهجوم ناسف في بداية الحرب العالمية الأولى، قبل تنفيذ أو فهم التنظيمات الحربية الخاصة بتجنب الغواصات. أعيقت التحقيقات المعاصرة في كل من المملكة المتحدة والولايات المتحدة في الأسباب المحددة لفقدان السفينة بسبب الدواعي السرية في زمن الحرب وحملة دعائية لضمان إلقاء اللوم على ألمانيا. احتدم الجدل حول ما إذا كانت السفينة هدفًا عسكريًا مشروعًا ذهابًا وإيابًا طوال الحرب، حيث ادعى الجانبان مزاعم مضللة عن السفينة. في الوقت الذي غرقت فيه، كانت تحمل أكثر من 4 ملايين طلقة من ذخيرة الأسلحة الصغيرة (عيار.303)، وحوالي 5000 غلاف من قذيفة شظايا (ما مجموعه حوالي 50 طناً)، و3،24 من الفتائل النحاسية المفرقعة، بالإضافة إلى 1266 راكب و696 من أفراد الطاقم. بُذلت عدة محاولات على مر السنين منذ الحادثة للغوص إلى الحطام بحثًا عن معلومات حول كيفية غرق السفينة، وما زال الجدال مستمرا حتى يومنا هذا.

## خلفية عامة

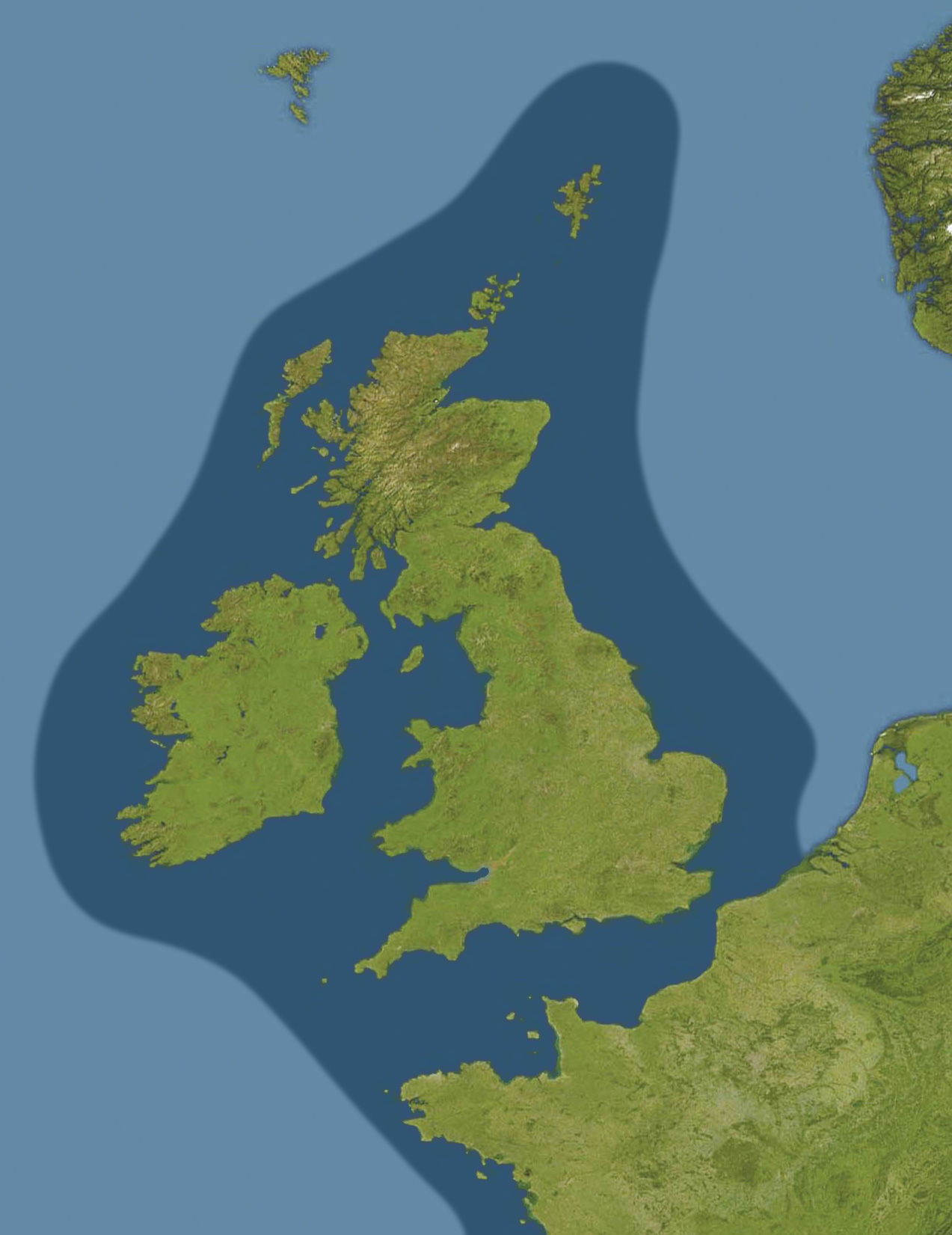
منطقة الصد الألمانية المعلن عنها في فبراير 1915. حيث كانت سفن الحلفاء داخل هذه المنطقة عرضة للبحث والهجوم.

عندما تم بناء لوسيتينيا، تم دفع نفقات البناء والتشغيل من قبل الحكومة البريطانية، بشرط أن يتم تحويلها إلى سفينة تجارية مسلحة إذا دعت الحاجة. عند اندلاع الحرب العالمية الأولى، ف كر الأميرال البريطاني في طلب استدعائها كسفينة تجارية مسلحة، وقد وضعت في القائمة الرسمية للسفن التجارية الاحتياطية إيه إم سي (بالإنجليزية: Auxiliary and Merchant Cruisers AMC).
ثم ألغى الأميرال قراره السابق وقرر عدم استخدامها كجهازإيه إم سي؛ لقد استهلكت السفن الكبيرة مثل لوسيتينيا كميات هائلة من الفحم (910 أطنان في اليوم، أو 37.6 طن / ساعة) وأصبحت مصدر استنزاف خطير لاحتياطيات وقود الأميرالية، لذا اعتُبرت السفن الكبيرة غير ملائمة للدور الذي ستقوم به السفن الأصغر حجما. كانت هذه السفنمميزة جداً؛ لذلك تم استخدام سفن أصغر للنقل بدلاً من السفن السريعة الضخمة. ظلتلوسيتينياضمن قائمة السفن التجارية الاحتياطية الرسمية وأدرجت كسفينة مساعدة في إصدار1914 من كتاب (كل سفن العالم المقاتلة) Jane's All the World's Fighting Ships)، إلى جانب سفينة موريتانيا.
عند اندلاع الحرب؛ ارتفعت المخاوف بشأن سلامة لوسيتينيا. أثناء أول عبور للسفينة باتجاه الشرق بعد بدء الحرب، تم طلائها بلون رمادي غامق في محاولة لإخفاء هويتها وجعل رؤيتها بصرياً أكثر صعوبة. عندما اتضح أن البحرية الألمانية كانت تحت المراقبة من قبل البحرية الملكية البريطانية، وتلاشي تهديد تجارتها بالكامل تقريبًا، بدا أن المحيط الأطلسي كان آمنًا للسفن مثل لوسيتينيا، إذا كانت الحجوزات تبرر نفقات إبقائها في الخدمة.
تم تخزين الكثير من السفن الضخمة خلال فصلي الخريف والشتاء من عامي 1914-1915، ويرجع ذلك جزئيًا إلى انخفاض الطلب على الرحلات عبر المحيط الأطلسي، وإلى حدٍ ما لحمايتهم من التلف الناتج عن الألغام أو الأخطار الأخرى. من بين أكثر هذه السفن تمييزًا، تم استخدام بعضها في نهاية الأمر لنقل الجنود، بينما أصبح البعض الآخر سفن مستشفيات. ظلت لوسيتينيا في الخدمة التجارية؛ على الرغم من أن الحجوزات على متنها لم تكن قوية على الإطلاق خلال ذلك الخريف والشتاء، إلا أن الطلب كان جيداً بما يكفي لإبقائها في الخدمة المدنية. اتخذت التدابيرالاقتصادية، ولكن وكان من بينها إغلاق غرفة المرجل رقم 4 للحفاظ على تكاليف الفحم والطاقم؛ هذا قلل من سرعتها القصوى من 25 إلى 21 عقدة (46 إلى 39 كم / ساعة). ومع ذلك، كانت أسرع سفينة ركاب من الدرجة الأولى في الخدمة التجارية.
مع تلاشي الأخطار المحدقة، تم إسقاط مخطط الطلاء المقنع للسفينة أيضًا وعادت إلى الألوان المدنية. تم اختيار اسمها ليكون مطلي بالذهب، وتم طلاء مداخنها بطريقة كونارد التقليدية الخاصة بهم، وتم طلاء البنى الفوقية لها مرة أخرى. أحد التعديلات كان إضافة شريط ذهبي / برونزي حول قاعدة البنية الفوقية أعلى الطلاء الأسود.

### 1915

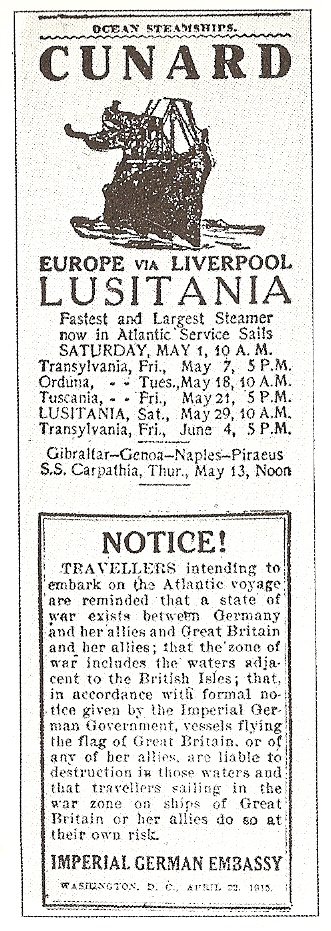
التحذير الرسمي الصادر عن السفارة الألمانية الإمبراطورية بشأن السفر على لوسيتينيا.

بحلول أوائل عام 1915، بدأ تهديد جديد للشحن البحري البريطاني يتجسد بـِ (غواصات يو-بوتس) (U-boats Submarines). في البداية، استخدمها الألمان فقط لمهاجمة السفن البحرية، وحققوا نجاحات عرضية فقط، لكن مذهلة في بعض الأحيان. ثم بدأت هذه الغواصات بمهاجمة السفن التجارية في بعض الأحيان، على الرغم من أنها دائمًا مطابقة لقواعد السفن القديمة. بسبب كون الحكومة الألمانية يائسة من كسب الأفضلية في المحيط الأطلسي، قررت تكثيف حملات الغواصات. في 4 فبراير 1915، أعلنت ألمانيا أن البحار المحيطة بالجزر البريطانية منطقة حرب اعتبارًا من 18 فبراير، حيث سيتم إغراق سفن الحلفاء في المنطقة دون انذار مسبق. لم تكن هذه حرب غواصات مطلقة تماماً، حيث تم بذل الجهود لتجنب غرق السفن المحايدة.
كان من المقرر أن تصل لوسيتينيا إلى ليفربول في 6 مارس 1915. وقد أصدرت الأميرالية تعليماتها المحددة حول كيفية تجنب الغواصات. على الرغم من النقص الحاد في المدمرات، أمر الأدميرال هنري أوليفرالمدمرتان إتش إم أس لويسوليفروك (HMS Louis and Laverock) بمرافقة لوسيتينيا، واتخذت المزيد من الاحتياطات لإرسال سفينة-كيوليون للقيام بدوريات في خليج ليفربول. حاول أحد قادة المدمرات معرفة مكانلوسيتينياعن طريق الاتصال بكونارد، الذي رفض إعطاء أي معلومات وأحاله إلى الأميرالية. في البحر، اتصلت السفن بِلوسيتينيا عبر الراديو، لكن لم يكن لديها الشيفرات المستخدمة للتواصل مع السفن التجارية كما رفض قبطان لوسيتينيا دانييل داو إعطاء أي معلومات عن موقعه الحالي إلا عن طريق الشيفرة، وبما أنه كان، بعيداً عن المواقع التي أعطاها، فقد واصل المضي نحو ليفربول بدون مرافقة.
يبدو أنه، رداً على هذا التهديد الجديد للغواصات، تم إجراء بعض التعديلات على لوسيتينيا وعملها. وقد أُمرت بعدم رفع أي أعلام في منطقة الحرب؛ تم إرسال عدد من التحذيرات، بالإضافة إلى النصائح، إلى قبطان السفينة لمساعدته في تحديد أفضل السبل لحماية سفينته من التهديد الجديد، ويبدو أيضًا أن مداخنها كانت على الأرجح رمادية داكنة للمساعدة في جعلها أقل وضوحًا لغواصات الأعداء. لكن لم يكن هناك أمل في إخفاء هويتها الحقيقية، لأن شكلها كان معروفًا جيدًا، ولم تبذل أي محاولة لطلاء اسم السفينة في مقدمتها.
بيد أن القبطان داو، كانيعاني من الإجهاد بسبب عمل سفينته في منطقة الحرب، وبعدخلاف «الراية المزيفة» (بالإنجليزية: false flag أو العَلَم المخادع الكاذب) غادر السفينة، وأوضح كونارد لاحقًا أنه كان «متعبًا ومريضًا جدًا».تم استبداله بالقبطان ويليام توماس ترنر، الذي كان قد قاد سابقًا لوسيتينيا وموريتينا وأكيتينيا في السنوات التي سبقت الحرب.

في 17 نيسان 1915، غادر تلوسيتينيا ليفربول في رحلتها رقم 201 عبر الأطلسي، لتصل إلى نيويورك في 24 أبريل. ناقش مجموعة من الألمان-الأمريكيين مخاوفهم مع ممثل السفارة الألمانية، على أمل تجنب الجدال في ما إذا تعرضت لوسيتينيا للهجوم بواسطة غواصة يو-بوت. قررت السفارة تحذير الركاب أمام معبرها التالي بعدم الإبحار على متن لوسيتينيا، ووضعت يوم 22 أبريل إعلان التحذير في 50 صحيفة أمريكية، بما في ذلك تلك الموجودة في نيويورك.
تنويه!
يتم تذكير المسافرين الذين يعتزمون الشروع في رحلة الأطلسي بوجود حالة حرب بين ألمانيا وحلفائها وبريطانيا العظمى وحلفائها؛ أن منطقة الحرب تشمل المياه المجاورة للجزر البريطانية؛ أن السفن التي ترفع علم بريطانيا العظمى أو أي من حلفائها، وفقًا للإشعار الرسمي المقدم من الحكومة الإمبراطورية الألمانية، يمكن أن تتعرض للتدمير في تلك المياه وأن المسافرين الذين يسافرون في منطقة الحرب على سفن بريطانيا العظمى أو حلفاؤها يفعلون ذلك على مسؤوليتهم الخاصة.
السفارة الألمانية الإمبراطورية

واشنطن العاصمة 22 أبريل 1915

## الرحلة الأخيرة

### المغادرة

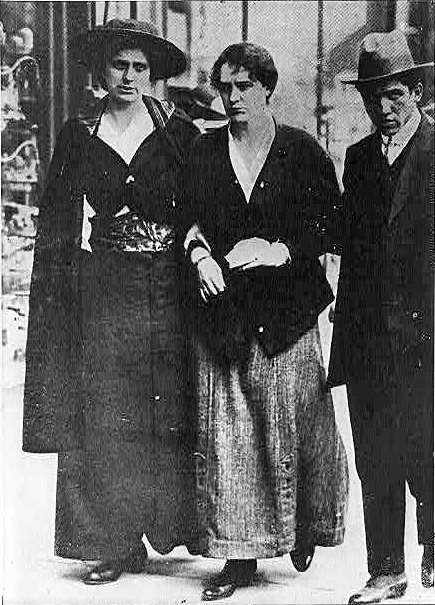
امرأة تم انقاذها من الغرق في حادثة لوسيتينيا، 25 مايو 1915.

في حين تم استدعاء العديد من سفن الركاب البريطانية إلى الخدمة العسكرية، ظلت لوسيتينيا في طريقها التقليدي بين ليفربول ونيويورك. غادرت الرصيف 54 في نيويورك في 1 مايو 1915 في رحلة العودة إلى ليفربول وعلى متنها 1959 شخصًا. بالإضافة إلى طاقمها البالغ عددهم 694، كانت تحمل 1265 مسافرًا، معظمهم من الرعايا البريطانيين بالإضافة إلى عدد كبير من الكنديين، إلى جانب 128 أمريكيًا. تم حجز أماكن إقامتها من الدرجة الأولى، والتي كانت مشهورة بها على طول مسار شمال الأطلسي، بأكثر من النصف بقليل عند 290. تم حجز الدرجة الثانية بشدة مع 601 راكب، وهو ما يتجاوز بكثير السعة القصوى التي تبلغ 460 راكب. بينما كان عدد كبير من الأطفال الصغار والرضع قد ساعد في تقليل الضغط على العدد المحدود من الكابينات ذات اثنين أوأربعة أسرّة، وتم تصحيح الوضع في النهاية من خلال السماح لبعض ركاب الدرجة الثانية بشغل كابينات الدرجة الأولى الفارغة. في الدرجة الثالثة، اعتُبر أن الوضع هو المعيار للعبور شرقًا، حيث لم يسافر سوى 373 مسافرًا في أماكن مخصصة لـ 1186.
عاد الكابتن تيرنر، المعروف باسم «باولر بيل» نسبة لغطاء رأسه المفضل على الشاطئ، إلى قيادته القديمة في لوسيتينيا. لقد كان عميد بحري في خط كونارد ورائدًا في البحرية يتمتع بخبرة كبيرة، وكان يساعد دانييل داو كثيرًا، قبطان السفينة المعتاد. تلقى داو تعليمات من رئيسه، ألفريد بوث، بأخذ بعض الإجازات، بسبب ضغوط قيادة السفينة في الممرات البحرية المملوءة  بغواصات يو-بوت ولاحتجاجاته على ألا تصبح لوسيتينيا سفينة تجارية مسلحة، مما يجعلها هدفًا رئيسيًا للقوات الألمانية. حاول تيرنر تهدئة الركاب من خلال توضيح أن سرعة السفينة جعلتها في مأمن من الهجوم بواسطة الغواصات. ومع ذلك، أغلق كونارد إحدى غرف المراجل الأربعة في السفينة لتقليل التكاليف على رحلات (وقت الحرب) قليلة الاشتراك، مما يقلل من سرعتها القصوى من 25.5 إلى حوالي 22 عقدة.
خرجت لوسيتانيا من نيويورك ظهرًا في 1 مايو، متأخرة بساعتين عن الموعد المحدد للانطلاق، بسبب النقل الذي تم في آخر دقائق لواحد وأربعين راكبا بالإضافة لطاقم سفينة إس إس كاميرونيا التي تم الاستيلاء عليها بوقت قصير قبل موعد الانطلاق.بعد المغادرة بوقت قصير تم العثور على الرجال الذين يتحدثون الألمانية مختبئين على متن السفينة في حجرة المؤن. قام المحقق وليام بيربوينت من شرطة ليفربول، الذي كان مسافرًا متسترًا كأحد الركاب من الدرجة الأولى، باستجوابهم قبل حبسهم في الزنازين لاستجوابهم عندما تصل السفينة إلى ليفربول. كان من بين الطاقم رجلًا إنجليزيًا، نيل ليتش الذي كان يعمل مدرسًا في ألمانيا قبل الحرب. تم احتجاز ليتش ولكن تم إطلاق سراحه لاحقًا من قبل ألمانيا بعد إخطار السفارة الألمانية في واشنطن بوصول ليتش إلى أمريكا، حيث قابل عملاء ألمان معروفين. نزل ليتش والمسافرون الألمان الثلاثة من السفينة، لكنهم على الارجحكانوا مكلفين بالتجسس على لوسيتينيا وحمولتها. ومن المرجح أكثر، أن المحقق بيربوينت، الذي نجا من الغرق، كان على علم بشأن ليتش.

## معرض صور

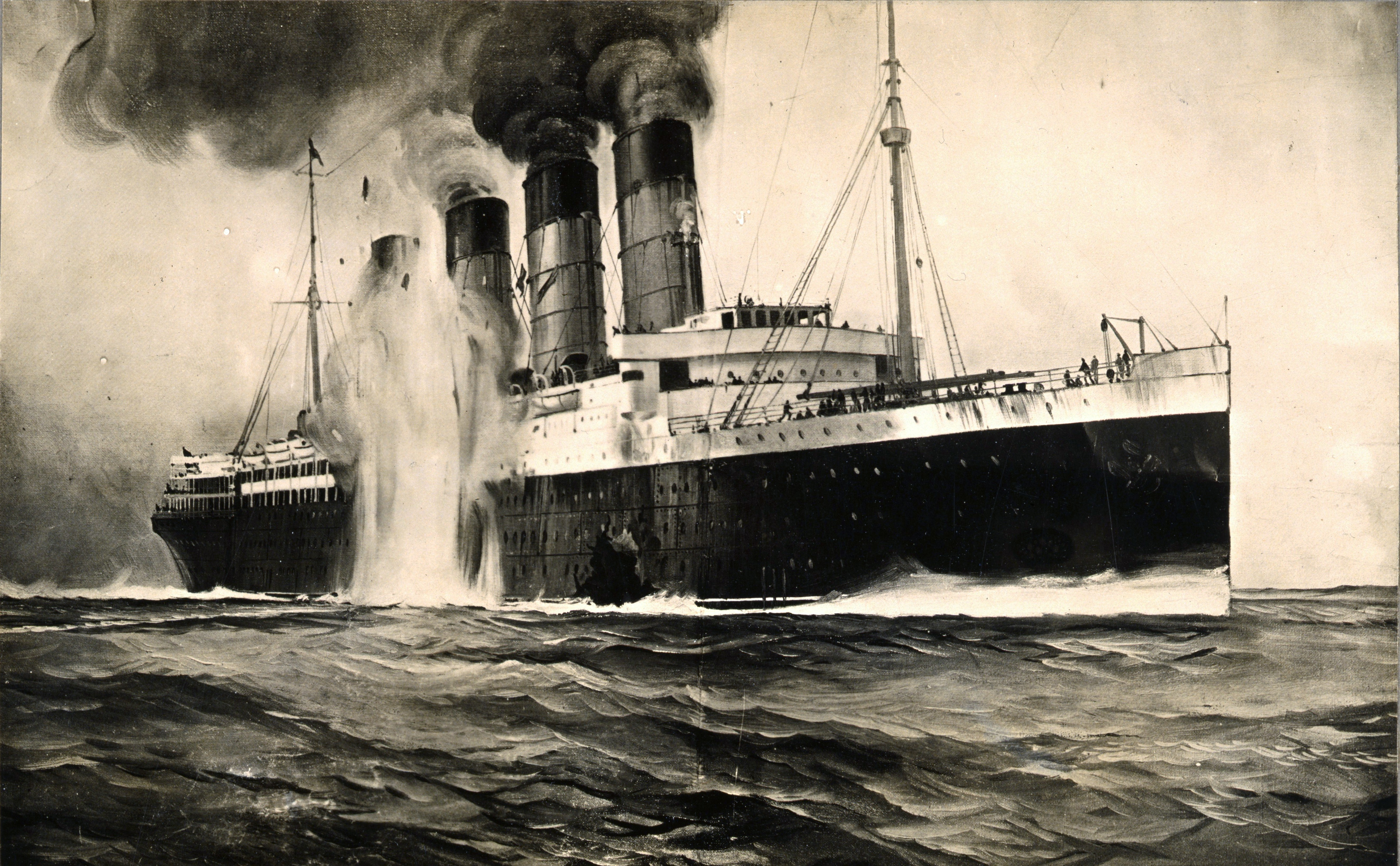
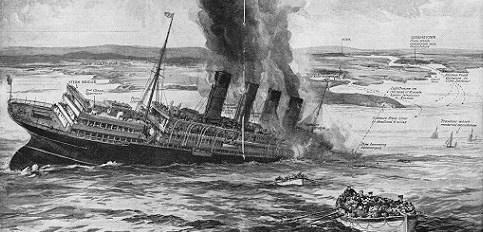
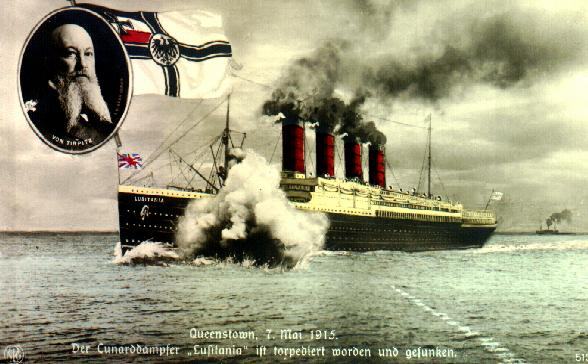